# Sara (Frau des Tobias)
Sara bzw. Sarah (hebräisch: „Herrin“) ist eine Hauptfigur des deuterokanonischen bzw. apokryphen Buches Tobit im Alten Testament.

## Geschichte
Sara  aus Ekbatana ist die Tochter von Edna und Raguël und eine Verwandte des Tobit und dessen Sohnes Tobias. Sara wird von einem Dämon geliebt, der ihr sieben Ehemänner in der Hochzeitsnacht getötet hat. Tobias nimmt Sara zur Frau, nachdem der Erzengel Raphael die Hochzeit angebahnt (Tob 6,10–13 ) und ihm einen Räucherzauber gegen den Dämon Asmodäus verraten hat. Dadurch wendet sich das Schicksal beider Familien zum Guten.